# Arrondissement di Saint-Raphaël
L'arrondissement di Saint-Raphaël è un arrondissement di Haiti facente parte del dipartimento del Nord. Il capoluogo è Saint-Raphaël.

## Storia
Sulla scia del terremoto di Haiti del 2010, il cibo era diventato insufficiente. Il 31 gennaio 2010, una spedizione di cibo inviata attraverso l'aeroporto di Pignon, per un orfanotrofio nel comune di Pignon, è stata saccheggiata subito dopo aver lasciato i cancelli dell'aeroporto. Una trattativa tra gli spedizionieri e il sindaco locale ha portato a una ripartizione degli aiuti alimentari tra l'orfanotrofio e il resto della popolazione.

## Geografia antropica

### Suddivisioni amministrative
L'arrondissement di Saint-Raphaël comprende 5 comuni:
- Saint-Raphaël
- Dondon
- La Victoire
- Pignon
- Ranquitte